# Homohelea delanoe
Homohelea delanoe är en tvåvingeart som först beskrevs av Meillon 1942.  Homohelea delanoe ingår i släktet Homohelea och familjen svidknott.
Artens utbredningsområde är Zimbabwe. Inga underarter finns listade i Catalogue of Life.